# Endoplasme
L'endoplasme est la partie centrale du cytoplasme d'une cellule animale, mais également la partie entourant les vacuoles dans une cellule végétale.
À l'inverse de l'ectoplasme, l'endoplasme forme la partie fluide du cytoplasme. Du point de vue de sa composition, l'endoplasme contiendra principalement les filaments de myosine, lui donnant ainsi un rôle dans les phénomènes de cyclose cellulaire.